# Пулюй Олександр Іванович
Олександр Іван (Александер-Ганс) Іва́нович Пулю́й (12 травня 1901, м. Прага р. — 31 грудня 1984, м. Літцельсдорф) — український військовий та громадський діяч, син відомого фізика Івана Пулюя.

## Життєпис

В часі служби в УГА

Народився в сім'ї відомого українського фізика Івана Пулюя в місті Прага.
Навчався в гімназії. Доброволець  УСС  з  1917.  У  боях Першої світової війни участі не брав. З листопада 1918, у віці 17 років, учасник боїв за Львів проти поляків. Десятник УГА.
З липня 1919 — зв'язковий у складі кавалерійського полку 8-ї бригади УГА. Хорунжий. Поранений. Перехворів на тиф. У травні 1920 зумів  утекти  з  більшовицького  полону в м. Одеса. Перебував у польському полоні. Втік до Чехословаччини. Згодом переїхав до Німеччини. Навчався в політехніці м. Бреслау (нині  Вроцлав, Польща).  Інженер  електроніки. Автор винаходів у сфері передачі звуків.  Причетний  до  створення  перших  звукових  фільмів  у  м.  Берлін.  На початку  1939 мобілізований до німецької армії. Служив  у  9-му  полку  кавалерії  «Фюрстенвальде».  Оскільки  володів  польською, російською, українською та чеською мовами, згодом залучений  до  німецької  розвідки  (абверу).  У 1939—1941 рр. працював у комісії з  обміну громадянами між СРСР та Німеччиною. Сприяв виїзду з Галичини, зайнятої радянськими військами, низки відомих українських громадських та політичних діячів.
23 червня 1941 разом з О. Масикевичем створив у складі 2-ї німецької армії (команд. ген.-полк. О. фон Шорберт) добровольчий  український  підрозділ  «Пума» (назва походить з перших літер прізвищ засновників — Пулюй та Масикевич), що  проходив підготовку в м. Ясси (нині Румунія). Обер-лейтенант. Організовував у містах Миколаїв, Херсон та інших українську адміністрацію, сприяв діяльності похідних груп ОУН. Після 25 серпня 1941, через переслідування німецькою адміністрацією українців, розпустив підрозділ «Пума». До 1943  – начальник  курсів  підготовки  групи  абверу «Дромадер».
1944  повернувся  до  Австрії.  Після  Другої світової війни працював  над  апаратами  для виробництва  кінофільмів.  У  м.  Лінц  створив  власну  кіностудію  «Фрошберг» («Froschberg»). Його документальні фільми «Забава камінцями» та «Сьогоднішнє  містечко»  нагороджені  першою нагородою на Берлінській міжнародній виставці.
Вийшовши  на  пенсію, упорядковував архів І. Пулюя. Автор спогадів. Співорганізатор  акції  «Стежками  Батьків  по Европі».
Був  одружений  з  графинею  Альфредою фон Гогенталь (1926–17.01.1985), відомою  художницею, скульптором, різьбярем, популяризатором української культури.
Помер у м. Літцельсдорф (земля Бургенланд, Австрія), де й похований разом з дружиною.